# Orbona Corona
Pour l’article homonyme, voir Orbona.
Orbona Corona est une corona, formation géologique en forme de couronne, située sur la planète Vénus par -47,8° S et 293,2° E. Elle est localisée dans le quadrangle de Themis Regio. Elle a été nommée en référence à Orbona, déesse romaine des enfants, protectrice des orphelins.

## Géographie et géologie
Orbona Corona couvre une surface circulaire d'environ 150 km de diamètre. 